# Anémone Marmottan
Anémone Marmottan (* 25. Mai 1988 in Bourg-Saint-Maurice) ist eine ehemalige französische Skirennläuferin. Im Weltcup startete sie seit der Saison 2008/09, ihre stärkste Disziplin war der Riesenslalom. 2011 wurde sie Mannschafts-Weltmeisterin.

## Biografie
Marmottan bestritt ihre ersten FIS-Rennen im Dezember 2003 und erreichte ein Jahr später erstmals das Podest. Der erste Sieg folgte im März 2006. Im Januar 2005 und Januar 2006 nahm sie erstmals an Wettbewerben im Europacup teil, erreichte aber noch nicht die Punkteränge. Seit der Saison 2006/07 startet die Französin regelmäßig im Europacup. Am 6. Januar 2007 holte sie mit dem überraschenden siebenten Platz im Slalom von Melchsee-Frutt ihre ersten Punkte. Zuvor war ein 38. Platz ihr bestes Ergebnis gewesen. Von nun an konnte sie sich regelmäßig in den Punkterängen klassieren, erreichte in diesem Winter weitere drei Top-10-Ergebnisse und verfehlte am Saisonende mit Platz vier in der zweiten Abfahrt von Santa Caterina nur knapp ihren ersten Podestplatz. Bei den Juniorenweltmeisterschaften 2007 erreichte sie den achten Platz im Riesenslalom.
In der Europacupsaison 2007/08 konnte Marmottan die Vorjahresergebnisse bei weitem nicht wiederholen. Sie hatte mit vielen Ausfällen zu kämpfen und kam nur einmal unter die besten 30. Besser erging es ihr bei den Juniorenweltmeisterschaften 2008 in Formigal, wo sie Zehnte im Riesenslalom und 13. im Slalom wurde. In der Europacupsaison 2008/09 konnte sie sich wieder regelmäßig in den Punkterängen klassieren und erreichte vier Top-10-Resultate. Ihr bestes Ergebnis war der sechste Platz in der Super-Kombination von Caspoggio.
Im Winter 2008/09 bestritt sie auch ihre ersten vier Weltcuprennen, jedoch konnte sie sich in keinem dieser Riesenslaloms für den zweiten Durchgang qualifizieren. Nachdem sie auch in den ersten beiden Weltcuprennen der Saison 2009/10 ohne Resultat geblieben war, erreichte sie am 28. November 2009 im Riesenslalom von Aspen den 16. Platz und gewann damit erstmals Weltcuppunkte. Marmottan nahm an den Olympischen Winterspielen 2010 in Vancouver teil und belegte als zweitbeste Französin den 11. Rang im Riesenslalom. Am Ende des Winters erreichte sie mit Rang zwei im Slalom von Kranjska Gora ihren ersten Podestplatz im Europacup.
Am 12. Dezember 2010 erzielte Marmottan mit Platz 4 im Riesenslalom von St. Moritz ihr bisher bestes Weltcupergebnis. Dieses Resultat egalisierte sie am 6. Februar 2011 im Riesenslalom von Zwiesel. Bei den Alpinen Skiweltmeisterschaften 2011 in Garmisch-Partenkirchen gewann sie mit der französischen Mannschaft den Mannschaftswettbewerb, im Riesenslalom belegte sie Rang 14. Am 1. März 2011 erlitt sie beim Einfahren für den Europacup-Slalom in Zakopane einen Schien- und Wadenbeinbruch im rechten Bein. In der folgenden Saison 2011/12 fuhr Marmottan in drei Weltcup-Riesenslaloms unter die schnellsten zehn.
Die erste Weltcup-Podestplatzierung gelang Marmottan am 6. März 2014 im Riesenslalom von Åre. Im Mai 2016 gab Marmottan ihr Karriereende bekannt.

## Erfolge

### Olympische Winterspiele
- Vancouver 2010: 11. Riesenslalom
- Sotschi 2014: 8. Riesenslalom, 13. Slalom

### Weltmeisterschaften
- Garmisch-Partenkirchen 2011: 1. Mannschaftswettbewerb, 14. Riesenslalom

### Weltcup
- 2013/14: 6. Riesenslalomweltcup
- 14 Platzierungen unter den besten zehn, davon 1 Podestplatz

### Europacup
- 1 Podestplatz

### Juniorenweltmeisterschaften
- Altenmarkt 2007: 8. Riesenslalom, 28. Abfahrt
- Formigal 2008: 10. Riesenslalom, 13. Slalom

### Weitere Erfolge
- 2 französischer Meistertitel (Riesenslalom 2010 und 2013)
- 10 Siege in FIS-Rennen